# Ana e Malit
Ana e Malit est une ancienne municipalité de la préfecture de Shkodër, au nord-ouest de l'Albanie.

## Histoire
Lors de la réforme du gouvernement local de 2015, elle est devenue une subdivision de la municipalité de Shkodër.

## Géographie

### Entités
Il y a petites entités dans Ana e Malit : 
1. Shtuf
2. Muriqan
3. Oblikë
4. Oblikë e Sipërme
5. Oboti
6. Dramosh
7. Babot
8. Vallas
9. Velinaj
10. Vidhgar

## Population
La population, au recensement de 2011, était de 3 858 habitants.